# PC Engine
PC Engine, он же TurboGrafx-16 — 8-16 разрядная игровая приставка, выпущенная NEC и Hudson Soft в Японии 30 октября 1987 года, в Северной Америке в конце августа 1989 года под именем TurboGrafx-16. В регионе PAL приставка не продавалась, если не считать релиза в 1990 году в Великобритании. Эта версия называлась TurboGrafx и была выпущена в очень ограниченном количестве. Неофициально эта версия продавалась во Франции, Испании и Бенилюксе.
PC Engine была 8-разрядной приставкой с двойным 16-разрядным графическим процессором, с возможностью отображения 482 цветов одновременно. Относится к четвёртому поколению консолей.
PC Engine по тем временам была системой нового поколения. Носителем был картридж в формате HuCard. Компания NEC первая стала выпускать игры на компакт-дисках, в которые можно было играть, используя дополнительное устройство — Turbografx CD.
Последней игрой на картридже и диске в Японии были 21 Emon: Mezase! Hotel Ō (HuCard, 16 декабря 1994) и Dead of the Brain 1 & 2 (Super CD-ROM²/Arcade CD-ROM², 3 июня 1999); в Северной Америке — Bonk 3: Bonk’s Big Adventure (декабрь 1994)

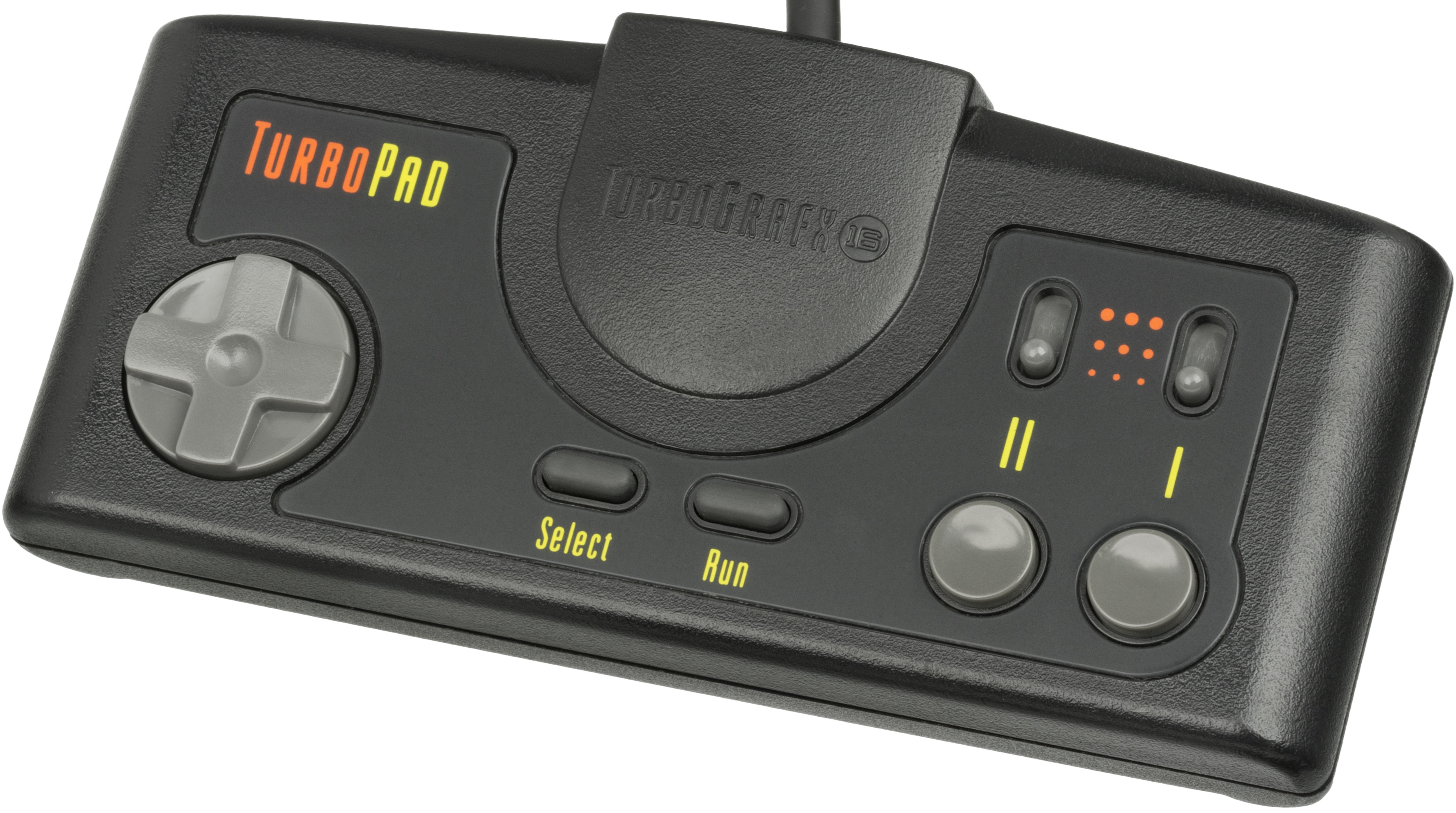
Геймпад TurboGrafx-16

Небольшие размеры PC Engine — всего 14 см x 14 см x 3.8 см (5.5 дюймов x 5.5 дюймов x 1.5 дюйма) — позволили ей стать рекордсменом в звании самой маленькой игровой приставки из когда-либо созданных, по версии книги рекордов Гиннесса в области компьютерных игр (англ. Guinness World Records Gamer’s Edition, 2008).
В 2009 году PC Engine была помещена на тринадцатое место в списке «25 игровых приставок всех времён» по версии сайта IGN.

## Различные вариации
Было выпущено множество вариаций и сопутствующих продуктов PC Engine, таких как:

### CoreGrafx
PC Engine CoreGrafx — это обновленная модель PC Engine, выпущенный в Японии 8 декабря 1989. Он имеет такой же форм — фактор, как оригинальный PC Engine, но меняет цветовую схему из белого и красного до чёрного и синего цветов и заменяет RF-разъем оригинала на A /V-порт. Он также использовал обновленный процессор HuC6280a, который якобы исправил некоторые незначительные проблемы со звуком. Перекрашенная версия модели, известная как PC Engine CoreGrafx II , была выпущена 21 июня 1991 года. За исключением другого цвета (светло-серый и оранжевый), она почти идентична оригинальному CoreGrafx, за исключением того, что процессор был изменён обратно. к оригинальному HuC6280.

### SuperGrafx
PC Engine SuperGrafx, выпущенный в тот же день, как и CoreGrafx в Японии, является усовершенствованной вариацией аппаратных средств PC Engine с обновленными характеристиками. Эта модель имеет второй HuC6270A (VDC), HuC6202 (VDP), который объединяет вывод двух VDC, в четыре раза больше RAM, вдвое больше видео RAM. Он также использует обновленный процессор HuC6280a, но звуковая и цветовая палитра не была обновлена, что делает высокую цену большим недостатком системы. В результате только пять эксклюзивных игр SuperGrafx и две гибридные игры (Darius Plus и Darius Alphaбыли выпущены как стандартные карты HuCard, в которых использовалось дополнительное видеооборудование при воспроизведении на SuperGrafx), и система была быстро прекращена. SuperGrafx имеет тот же порт расширения, что и предыдущие консоли PC Engine, но из-за большого размера консоли SuperGrafx для использования оригинальной надстройки системы CD-ROM² требуется адаптер.

### Shuttle
PC Engine Shuttle был выпущен в Японии 22 ноября 1989 года в качестве менее дорогой модели консоли, в розничной торговле ¥ 18,800. Он был ориентирован в первую очередь на молодых игроков с его космическим дизайном и поставлялся в комплекте с контроллером TurboPad II, который имеет форму, отличную от других стандартных контроллеров TurboPad. Снижение цены стало возможным благодаря уменьшению размера порта расширения на задней панели, что сделало его первой моделью консоли, несовместимой с надстройкой CD-ROM². Однако в нём есть слот для модуля резервного копирования памяти, который требуется для некоторых игр. Выход RF, используемый на оригинальном PC Engine, также был заменен портом A/V для Shuttle.

### PC Engine LT
PC Engine LT представляет собой модель консоли в портативном виде, выпущенную 13 декабря 1991 года в Японии, сбытовой на ¥ 99,800. LT не требует телевизионного дисплея (и не имеет выхода AV), поскольку он имеет встроенный откидной экран и динамики, но, в отличие от GT, LT работает от источника питания. Его высокая цена означала, что было произведено мало единиц по сравнению с другими моделями. LT имеет возможность полного расширения порта, поэтому устройство CD-ROM² совместимо с LT так же, как и с исходным PC Engine и CoreGrafx. Однако LT требует адаптера для использования усовершенствованного блока Super CD-ROM².

### PC Engine Duo
PC Engine Duo выпущен компанией NEC Home Electronics 21 сентября 1991 года в Японии. Консоль объединила PC Engine и Super CD-ROM² в единую консоль. Система может воспроизводить HuCard, аудио CD, CD+G, стандартные игры для CD-ROM² и игры Super CD-ROM². Североамериканская версия TurboDuo была выпущена в октябре 1992 года. В Японии были выпущены два обновленных варианта: PC Engine Duo-R 25 марта 1993 года и PC Engine Duo-RX 25 июня 1994 года. Изменения были в основном косметическими, но RX включал новый 6-кнопочный контроллер.

## Технические характеристики

### Процессор
- 8-битный MOS Technology 65SC02 (также имеющий название HuC6280 от Hudson) — 8-битные регистры и шина данных, 16-битная адресная шина и счетчик.
- Частота CPU 1.79 или 7.16 МГц (выбирается программно).

### Видео
- Видеосистема: два 16-битных процессора — HuC6270 и HuC6260.
- Разрешение экрана: 256 x 216 пикселей.
- Спрайты: до 64, размером от 16x16 до 32x64, 16-цветные.
- Цветов на экране: 512 — (256 для спрайтов и 256 для фона).
- Видеопамять: 64 Кб (для TurboDuo: 512Кб)

### Звук
- Звуковой процессор: 8 бит PCM стерео / 6-канальное стерео.

### Оперативная память
- Память: 8 Кбайт (для TurboDuo: 32Кб).

### Носители
- Ёмкость картриджа: от 256 килобайт до 24 мегабайт.

### CD-ROM
- TurboDuo CD-ROM: Скорость 1x (в качестве отдельного адд-она к приставке)

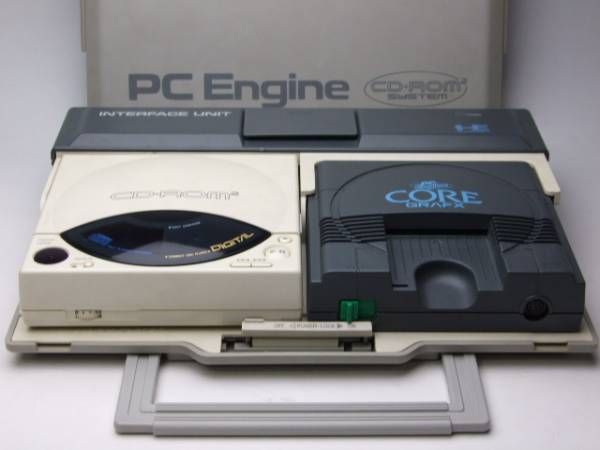
PC-Engine CoreGrafx CD-ROM²
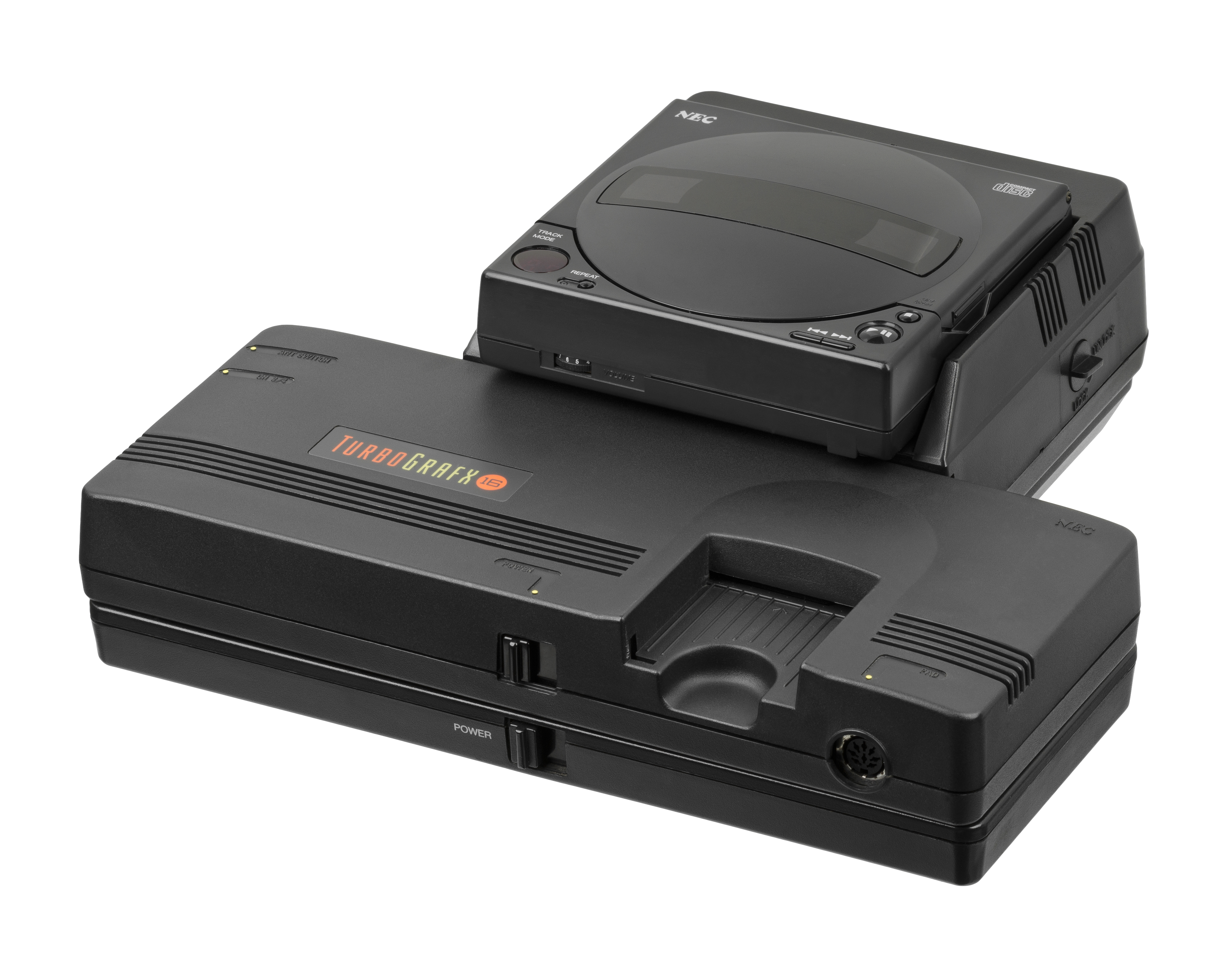
TurboGrafx-16 CD-ROM²
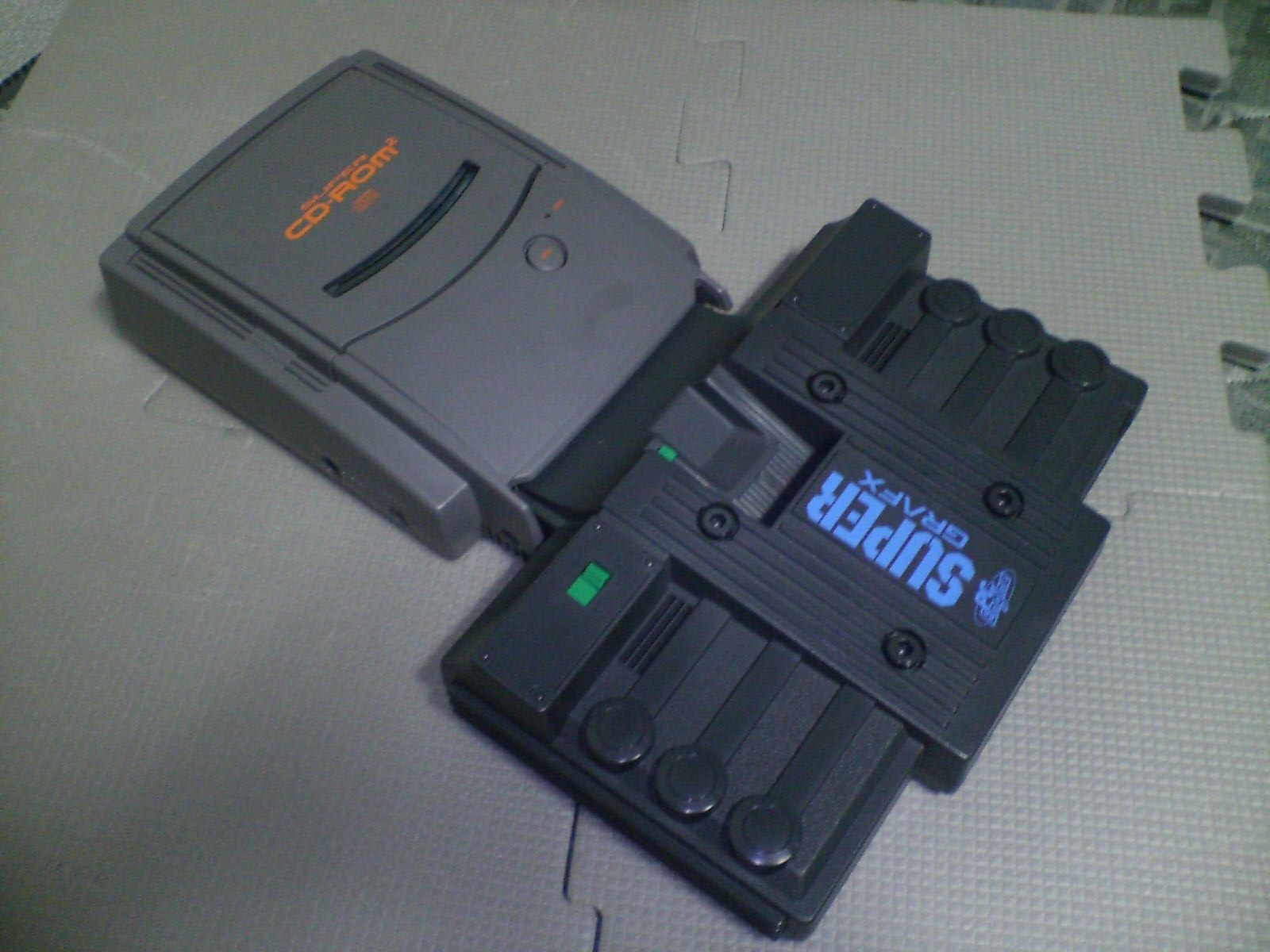
SuperGrafx Super-CD-ROM²
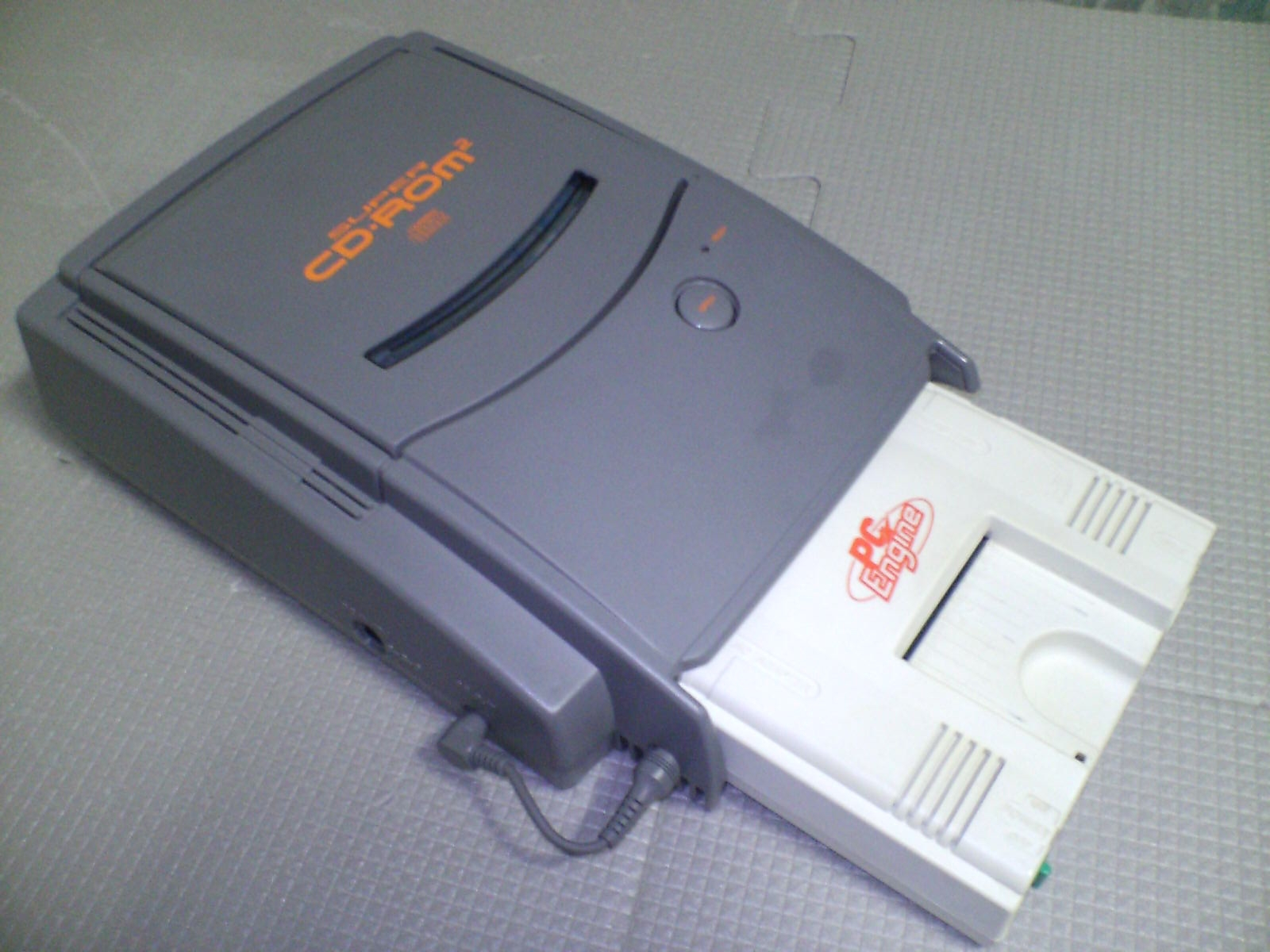
PC Engine Super-CD-ROM²
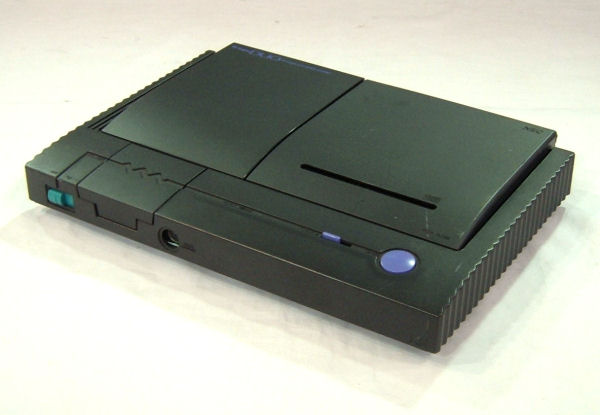
PC-Engine-Duo
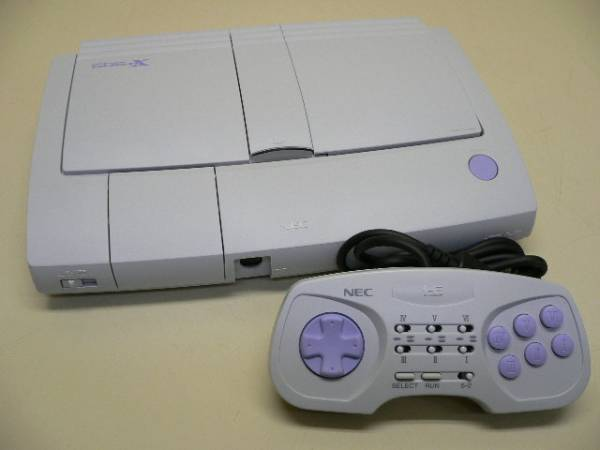
PC-Engine-Duo-RX

### Цена
- Начальная цена составляла 199 долларов.